# Eyes of Wakanda
Eyes of Wakanda är en animerad miniserie skapad av Todd Harris, baserad på fiktiva landet Wakanda i Marvel Comics-serierna. Serien är en del av Marvel Cinematic Universe (MCU), och är producerad av Marvel Studios Animation tillsammans med Proximity Media.
Serien hade premiär på streamingtjänsten Disney+ den 6 augusti 2025 och består av 4 avsnitt. Den var tidigare planerad att ha premiär under 2024.

## Handling
Den följer Wakandan-krigare som genom historien har rest runt om i världen för att hämta artefakter av vibranium.

## Rollista (i urval)

### Engelska originalröster
- Winnie Harlow – Noni
- Cress Williams – Nkati / The Lion
- Larry Herron – B'Kai / Memnon
- Adam Gold – Achilles
- Jacques Colimon – Basha
- Jona Xiao – Jorani / Iron Fist
- Steve Toussaint – Kuda
- Patricia Belcher – Akeya
- Gary Anthony Williams – Rakim
- Anika Noni Rose – Black Panther
- Debra Wilson